# فرح خاني (مقاطعة إسلام آباد غرب)
فرح‌خاني (بالفارسية: فرح‌خانی) هي قرية تقع في كرمانشاه في إيران. يقدر عدد سكانها بـ 159 نسمة بحسب إحصاء 2016.